# Lestodiplosis scottianus
Lestodiplosis scottianus är en tvåvingeart som beskrevs av Jean-Jacques Kieffer 1911. Lestodiplosis scottianus ingår i släktet Lestodiplosis och familjen gallmyggor.
Artens utbredningsområde är Seychellerna. Inga underarter finns listade i Catalogue of Life.